# Zyklon
Gli Zyklon sono stati un gruppo norvegese death metal con influenze brutal, black e industrial. Il gruppo non ha nessuna relazione con il side project di Samoth Zyklon-B, lo stesso Samoth ha chiarito che il nome non ha nessun significato politico e quindi non è stato ispirato dall'omonimo gas usato durante la seconda guerra mondiale, bensì è un gioco di parole con il termine inglese "cyclone" (ciclone).

## Storia del gruppo
Gli Zyklon si formano nel 1998 a Notodden, in Norvegia, per mano di Tomas 'Samoth' Haugen (qui Zamoth) e del batterista Trym Torson, dopo lo scioglimento dei seminali black metallers norvegesi Emperor. A loro si unirà quasi subito il chitarrista dei Myrkskog, Destructhor e successivamente Daemon dei Limbonic Art alla voce. Con questa formazione la band registra il primo album World ov Worms, pesantemente influenzato dal death metal dei Morbid Angel (a cui tributeranno omaggio con la reinterpretazione di Dominate), ma anche reminiscenze del retaggio black metal degli Emperor e forti dosi di noise-industrial. Dopo l'abbandono del cantante Daemon, prenderà il suo posto Sechtdamon al basso e voce (anche lui già militante nei Myrkskog). La sua timbrica alternerà in egual modo screaming e growls con un cantato che molte volte sfiorerà il declamatorio. La band suonerà anche molto dal vivo insieme ai padri putativi Morbid Angel e ai Deicide, parteciperà a molti festival per supportare gli altri due lp Aeon del 2004 e Disintegrate del 2006. Gli Zyklon proporranno lo stesso genere anche per i due summenzionati album, alternando canzoni dai velocissimi blastbeats a midtempo pesantissimi, con una sempre presente strizzatina d'occhio all'industrial. Successivamente Samoth ha deciso di mettere in standby il gruppo dopo il tour in Giappone del 2007, in modo da dare anche spazio a Destructhor e Secthdamon (definiti i gemelli del terrore) di dedicarsi ai Myrkskog. Nel gennaio 2010 il gruppo si è sciolto definitivamente.

## Formazione

### Ultima
- Secthdamon - voce, basso (2001-2010)
- Samoth - chitarra (2000-2010)
- Destructhor - chitarra (2000-2010)
- Trym - batteria (2000-2010)

### Ex componenti
- Daemon - voce (2001)
- Cosmocrator - basso (2001)

## Discografia

### Album in studio
- 2001 - World ov Worms
- 2003 - Aeon
- 2006 - Disintegrate

### Split
- 2003 - Zyklon/Red Harvest

## Videografia

### DVD
- 2006 - Storm Detonation